# Hraniční přechod Helmstedt-Marienborn

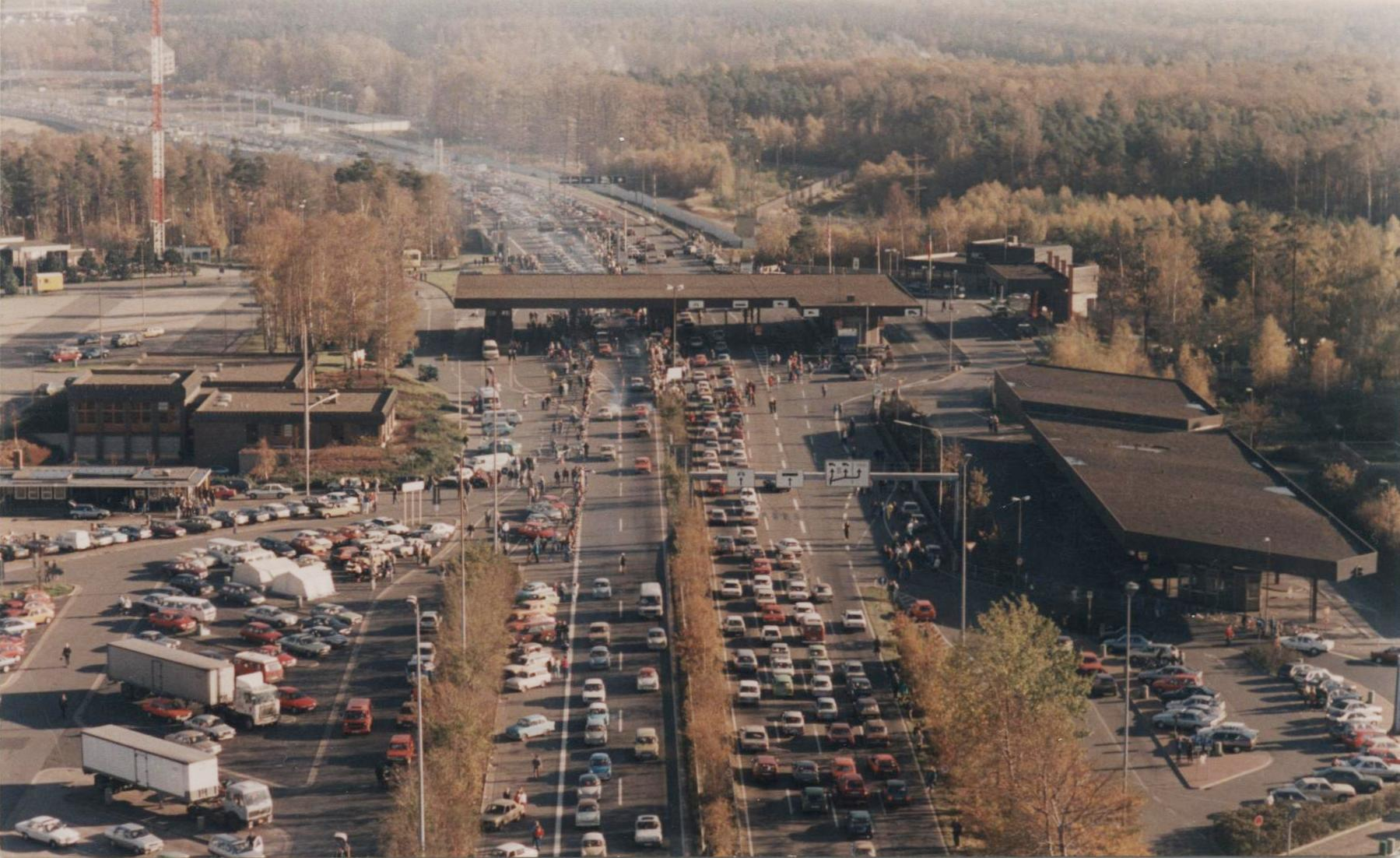
Hraniční přechod na západoněmecké straně v listopadu 1989

Hraniční přechod Helmstedt-Marienborn (německy Grenzübergang Helmstedt-Marienborn) se nacházel mezi Spolkovou republikou Německo (Helmstedt) a Německou demokratickou republikou (Marienborn). Hraniční přechod, nacházející se na pomezí Sasko-Anhaltska a Dolního Saska, byl nejrušnějším na vnitroněmecké hranici. Kromě potřeb obou německých států sloužil také pro tranzitní dopravu do Západního Berlína.
Západní spojenci označovali tento přechod jako Checkpoint Alpha. Hraniční přechody Checkpoint Bravo a Checkpoint Charlie sloužily pro přístup do Západního Berlína.
Hraniční přechod zanikl v roce 1990 sjednocením západního a východního Německa. V současné době jsou budovy pohraniční kontroly zachovány jako památník. Dálnice, která prochází bývalým hraničním přechodem nese dnes označení A2 a i nadále slouží pro dopravu z bývalého Západního Německa do Berlína a dále do Polska.